# 所罗门圣殿

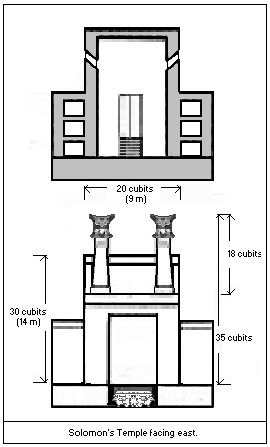
所罗门圣殿草图

所罗门圣殿（希伯来语：‎，拉丁化譯音：Beit HaMikdash），通常指第一圣殿。在《希伯来圣经》的记载中，所罗门圣殿是居住在耶路撒冷的以色列子孙们信仰的古老宗教的第一座圣殿，为所罗门王所修建。
根据圣经中的记述，圣殿作为犹太教信仰的一个核心，其功能是为教徒们提供崇拜上帝和进行五祭（燔祭、素祭、赎罪祭、赎愆祭和平安祭）的场所。所罗门圣殿于公元前960年建成，公元前587年毁于巴比倫王尼布甲尼撒二世之手。
圣殿在公元前516年到公元70年间被重建，重建后的圣殿被称为第二圣殿，《以斯拉记》中记载了圣殿被重建的始末。第二圣殿的修建得到了波斯帝国的居鲁士大帝的授权，并得到了大流士一世的准许。第二圣殿于公元70年的犹太战争中毁于罗马帝国将军提图斯（后来成为罗马帝国皇帝）之手。（关于这场战争中罗马帝国一方获得的战利品，参见提图斯凯旋门。）
犹太教末世论预言会有一座“第三圣殿”被修建。
关于圣经中对所罗门王和统一的以色列王国的描写，现代研究对其细节提出了质疑。参见2001年出版的《出土的圣经：考古学对古代以色列及其圣经起源的新见解》一书。

## 扩展阅读
- Robins, E. C. (1887). The temple of Solomon: A review of the various theories respecting its form and style of architecture.-The ethics of art; two lectures. London: Whittaker &.